# The Ghoul (film)
 (novembre 2020).
Si vous disposez d'ouvrages ou d'articles de référence ou si vous connaissez des sites web de qualité traitant du thème abordé ici, merci de compléter l'article en donnant les références utiles à sa vérifiabilité et en les liant à la section « Notes et références ».
Pour les articles homonymes, voir The Ghoul.
The Ghoul est un film d'épouvante britannique réalisé par Freddie Francis, sorti en 1975.

## Synopsis
En panne d'essence, perdu dans la campagne britannique, un groupe de jeunes part à la recherche de carburant. Ils tombent sur la demeure d'un ancien prêtre cachant un étrange secret dans sa mansarde...

## Fiche technique
- Réalisateur : Freddie Francis
- Producteur : Kevin Francis
- Scénariste : Anthony Hinds
- Directeur de la photographie : John Wilcox
- Compositeur : Harry Robertson
- Monteur : Henry Richardson
- Costumier : Anthony Mendleson

## Distribution
- Peter Cushing : le docteur Lawrence
- John Hurt : Tom Rawlings
- Alexandra Bastedo : Angela
- Gwen Watford : Ayah
- Veronica Carlson : Daphne Welles Hunter
- Don Henderson : The Ghoul
- Ian McCulloch : Geoffrey
- Stewart Bevan : Billy
- John D. Collins : le jeune homme
- Dan Meaden : le sergent de police

## Autour du Film
- Il s'agit de la toute dernière production fantastique pour le cinéma de l'éphémère compagnie Tyburn Films, dirigée par le propre fils du réalisateur, Kevin Francis.
- John Hurt affirma n'avoir joué dans ce film que pour des raisons alimentaires.
- Le tournage se déroula dans les studios de Pinewood, ainsi que dans le village Iver Heath, Buckinghamshire.
- Aux États-Unis, le film fut exploité sous les titres Night Of The Ghoul et The Thing In The Attic, dans une version écourtée d'une dizaine de minutes. Certains éditeurs DVD américains l'ont d'ailleurs diffusé au début des années 2000 en le croyant à tort entré dans le domaine public. La société Tyburn Films, qui en détient en effet toujours les droits, a donc poursuivi avec succès les contrevenants en question.
- La photo que tient Peter Cushing, à un moment du film, n'est autre que celle de sa propre épouse, décédée quelque temps avant le tournage. Notoirement très affecté par cette perte, l'acteur n'eut donc pas à feindre le chagrin.
- Peter Cushing y retrouve Veronica Carlson, sa partenaire de Le Retour de Frankenstein (1969).